# ميجا مان إكس (سلسلة)
ميجا مان إكس أو روك مان إكس في النسخة اليابانية، هي سلسلة ألعاب فيديو أسطورية للبطل ميجا مان إكس من نوع أكشن ومنصات من سلسلة ميجا مان وهي لعبة للمراهقين من نشر شركة كابكوم اليابانية وقد تم جمعها إلى ستة في لعبة ميجا مان إكس كوليكشن وبالإضافة إلى ميجا مان باتل آند شايس.

## نظرة عامة
| 1993– |  | - ميجا مان X                                       |
| 1994– |  | - ميجا مان إكس 2                                   |
| 1995– |  | - ميجا مان إكس 3                                   |
| 1996– |  | -                                                  |
| 1997– |  | - ميجا مان إكس 4                                   |
| 1998– |  | -                                                  |
| 1999– |  |                                                    |
| 2000– |  | - ميجا مان إكستريم - ميجا مان إكس 5                |
| 2001– |  | - ميجا مان إكستريم 2 - ميجا مان إكس 6              |
| 2002– |  |                                                    |
| 2003– |  | - ميجا مان إكس 7                                   |
| 2004– |  | - ميجا مان إكس: كوماند ميشين - ميجا مان أكس 8      |
| 2005– |  |                                                    |
| 2006– |  | - ميجا مان مافريك هانتر إكس - ميجا مان إكس كوليكشن |

في اللعبة يصور ميجا مان إكس وهو بطل اللعبة بمساعدة زيرو للقضاء على المخطط الشرير سيجما والأعداء.

## اللعبة
- ميجا مان إكس ـ سوبر نينتندو إنترتينمنت سيستم
- ميجا مان إكس 2 ـ سوبر نينتندو إنترتينمنت سيستم
- ميجا مان إكس 3 ـ سوبر نينتندو إنترتينمنت سيستم، بلاي ستيشن وسيجا ساترن ومايكروسوفت ويندوز
- ميجا مان إكس 4 - بلاي ستيشن، سيجا ساترن ومايكروسوفت ويندوز
- ميجا مان إكستريم - غيم بوي كولر
- ميجا مان إكس 5 ـ بلاي ستيشن، مايكروسوفت ويندوز
- ميجا مان إكستريم 2 - غيم بوي كولر
- ميجا مان إكس 6 ـ بلاي ستيشن
- ميجا مان إكس 7 ـ بلاي ستيشن 2
- ميجا مان إكس: كوماند ميشين - بلاي ستيشن 2 وغيم كيوب
- ميجا مان أكس 8 ـ بلاي ستيشن 2، و مايكروسوفت ويندوز
- ميجا مان إكس كوليكشن - بلاي ستيشن 2 وغيم كيوب

## وصلات خارجية
- الموقع الرسمي